# Ketveleensaari (ö, lat 61,52, long 28,10)
Ketveleensaari är en ö i Finland. Den ligger i sjön Saimen och i kommunen Puumala i den ekonomiska regionen  S:t Michel och landskapet Södra Savolax, i den södra delen av landet, 220 km nordost om huvudstaden Helsingfors. Öns area är 65,6 hektar och dess största längd är 1,6 kilometer i nord-sydlig riktning.